# 王赟
王赟（1983年3月28日—），上海人，是中国前职业足球运动员，主要司职攻击型前卫，历经国少、国青，2006年曾入选中国国家队的集训名单。
王赟在转会大连实德前的职业生涯中只效力过一家俱乐部，从上海浦东、上海国际、西安国际、陕西浐灞。
2001年，上海中远为了得到王赟，据报道以500万收购了上海万申青年队。
2006年，王赟随上海国际迁至陕西，在西安的五个赛季中，王赟除了2010年都是球队的绝对中场核心。2010年科萨接过陕西队教鞭后，王赟很快就失去了主力位置，并屡次传出上海申花试图引进他的消息。
2011年1月，陕西浐灞在官方微博上正式确认王赟转会大连实德。
2014年12月，上海绿地申花召开新闻发布会，宣布法国籍教练吉约挂帅申花，李建滨和王赟加盟球队。
2017年7月，王赟被上海申花免费租借至上海申鑫半个赛季。
2019年2月，上海申花官方宣布王赟正式退役。退役后的王赟出任球队助教。